# النظام الغذائي ومرض السرطان

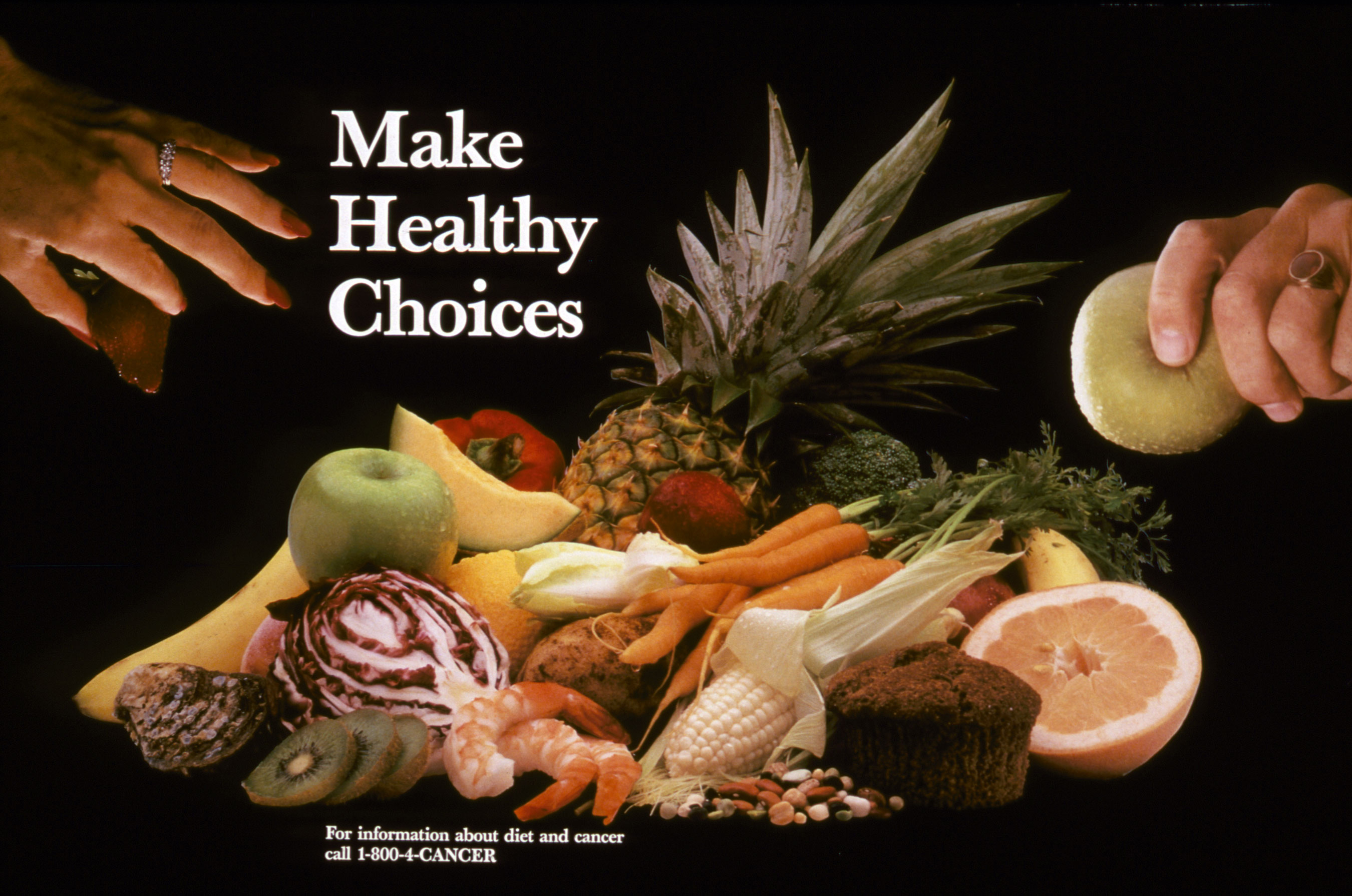

ثبت أن العديد من العوامل الغذائية لها علاقة بالإصابة بمرض السرطان، وباختلاف العناصر الغذائية يزداد أو يقل معدل الخطورة. كما اتضح ان السمنة والأنظمة الغذائية يتسببون في 30-35% من حالات الوفيات الناتجة عن السرطان، في حين أن الخمول الجسدي يتسبب بنسبة 7 % في الإصابة بالمرض. وفيما تم نشره عام 2011، أن الامتصاص الكلي للسعرات الحرارية يؤثر علي مدي حدوث الإصابة بالسرطان وربما تطور الإصابة.
على الرغم من وجود الكثير من التوصيات الغذائية التي قُدمت لتقليل خطر الإصابة بالسرطان فالقليل منها يستند إلى دلائل علمية. فالسمنة وشرب الكحوليات تم إثبات أنهما سببان أساسيان للإصابة بالمرض، كما أن التقليل من شرب المشروبات المحلاة بالسكر أمر موصى به لتقليل تلك البدانة. والنظام الغذائي القائم على اللحوم ولا تسهم فيه الخضروات والفواكه بنسبة كبيرة يعد أيضًا من الأسباب المشتبه بها، لكن لم يتم التأكيد عليها حتي الآن. وقد يكون تأثر الاشخاص بذلك يعتمد علي صحتهم أو مدى جودة التغذية التي يحصلون عليها.
كذلك تم تحديد بعض الأطعمة كأسباب رئيسية في الإصابة ببعض السرطانات. حيث أُثبت أن تناول اللحوم الحمراء أو المُصنّعة يزيد من نسبة الإصابة بسرطان الثدي والقولون والبروستاتا والبنكرياس، ويرجع ذلك لوجود بعض المواد المسببة للسرطان التي يتم طهيها بدرجة حرارة عالية. كما أن عنصر الافلاتوكسين والذي يتواجد في الطعام بشكل كبير يسبب سرطان الكبد، لكن شرب القهوة يقلل من خطر الإصابة. ومن مسببات سرطان الفم مضغ نبات التنبول، كذلك ارتبطت الخضروات المخللة بعدة أنواع من السرطان، فالممارسات الغذائية المختلفة قد تفسر ولو بشكل جزئي الإصابات التي تحدث في بلدان مختلفة. فعلى سبيل المثال، ينتشر سرطان المعدة بكثرة في اليابان بسبب اعتمادهم على الطعام المملح، وينتشر سرطان القولون في الولايات المتحدة. تميل مجتمعات المهاجرين إلى تطوير خطر بلدهم الجديد، في كثير من الأحيان خلال جيل واحد، مما يوحي بوجود علاقة جوهرية بين النظام الغذائي والسرطان.
التوصيات الغذائية لمنع السرطان تشتمل المحافظة على الوزن وتناول الخضروات بشكل أساسي والفواكه والبقوليات والأسماك وتقليل اللحوم المُصنّعة والدهون الحيوانة والسكر المُصنّع.

## وصلات خارجية
- Food, Nutrition, Physical Activity and the Prevention of Cancer: a Global Perspective
- Diet, healthy eating and cancer